# Lijst van Filipijnse autosnelwegen

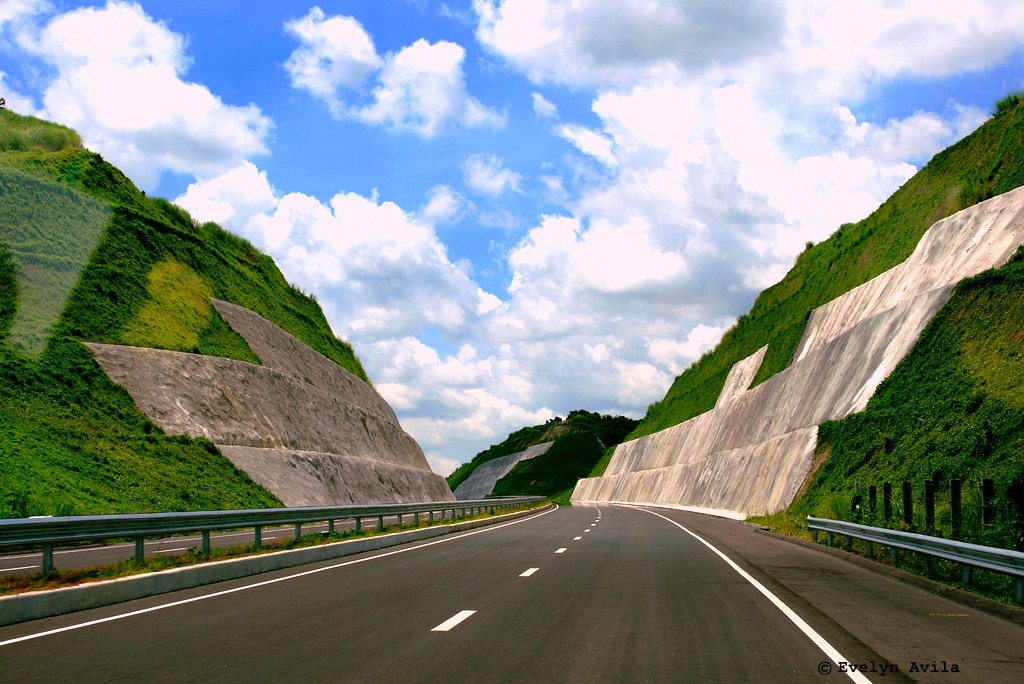
Filipijnse autosnelweg

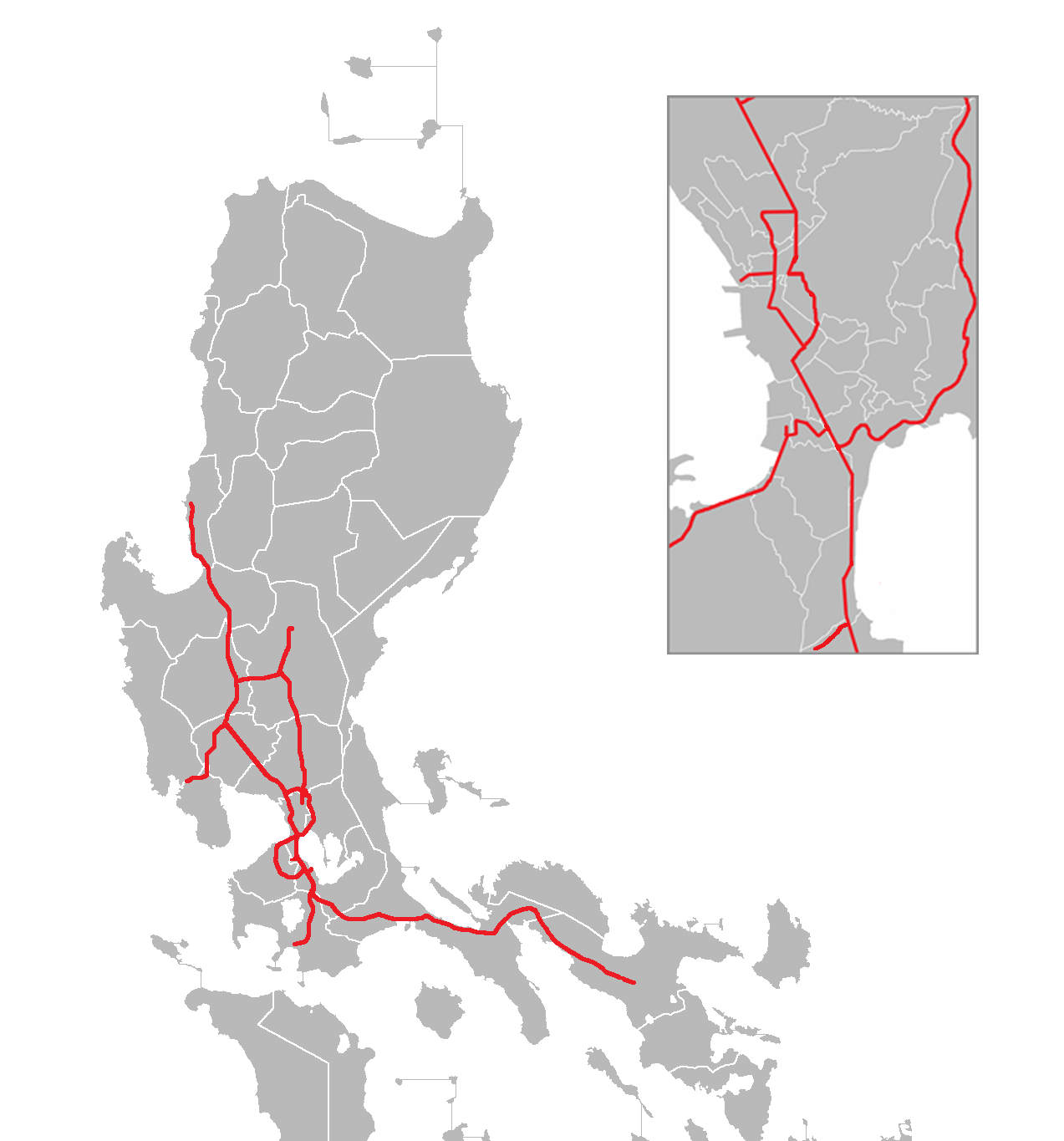
Het autosnelwegnet op Luzon

Hieronder volgt een lijst van autosnelwegen (Engels: expressway, Tagalog: mabilisang daanan) op de Filipijnen. 
De huidige autosnelwegen en deeltrajecten van geplande autosnelwegen verbinden algemeen gesproken Metro Manila met de provincies in het noorden en zuiden van Luzon. Hoewel in 2023 niet alle snelwegen met elkaar verbonden zijn, is er een plan om alle snelwegen met elkaar te verbinden om het Filippijnse snelwegnetwerk (High Standard Highway Network of Expressway Network genoemd) te vormen.
Sinds 2020 zijn alle snelwegen in Luzon verbonden met ten minste één andere snelweg.
| Schild | Nummer of naam | Traject | Lengte (km) | Ingebruikname |
| ------ | -------------- | --- | ----------- | ------------- |
|        | E1             | Verbindt Rosario, Mabalacat en Quezon City. De weg bestaat uit drie deelstukken: North Luzon Expressway, Subic–Clark–Tarlac Expressway en Tarlac–Pangasinan–La Union Expressway. | 220,9       | 2014          |
|        | E2             | Makati - Batangas City Caloocan - Muntinlupa Taguig - Parañaque | 145,2       | 2019          |
|        | E3             | Parañaque - Kawit - Biñan | 58,6        | 2019          |
|        | E4             | Mabalacat - Subic Freeport | 58,7        | 2014          |
|        | E5             | Valenzuela - Navotas | 13,4        | 2014          |
|        | E6             | Taguig - Parañaque | 11,9        | 2016          |